# 国土交通大臣政務官
国土交通大臣政務官（こくどこうつうだいじんせいむかん）は、国土交通省を担当する大臣政務官。定員は3名。

## 歴代国土交通大臣政務官
| 国土交通大臣政務官（国土交通省）       | 国土交通大臣政務官（国土交通省） | 国土交通大臣政務官（国土交通省） | 国土交通大臣政務官（国土交通省） | 国土交通大臣政務官（国土交通省）       | 国土交通大臣政務官（国土交通省） |
| 内閣                                   | 内閣                             | 氏名                             | 氏名                             | 氏名                                   | 期間                             |
| -------------------------------------- | -------------------------------- | -------------------------------- | -------------------------------- | -------------------------------------- | -------------------------------- |
| 第2次森内閣                            | 改造内閣 （中央省庁再編後）      | 今村雅弘                         | 吉田六左ェ門                     | 岩井國臣                               | 2001年1月6日 - 2001年4月26日     |
| 第1次小泉内閣                          | 第1次小泉内閣                    | 木村隆秀                         | 田中和徳                         | 木村仁                                 | 2001年4月26日 - 2002年1月8日     |
| 第1次小泉内閣                          | 第1次小泉内閣                    | 木村隆秀                         | 菅義偉                           | 森下博之                               | 2002年1月8日 - 2002年10月4日     |
|                                        | 第1次改造内閣                    | 木村隆秀                         | 岩城光英                         | 鶴保庸介                               | 2002年10月4日 - 2003年9月25日    |
|                                        | 第2次改造内閣                    | 斉藤滋宣                         | 佐藤茂樹                         | 鶴保庸介                               | 2003年9月25日 - 2003年11月19日   |
| 第2次小泉内閣                          | 第2次小泉内閣                    | 斉藤滋宣                         | 佐藤茂樹                         | 鶴保庸介                               | 2003年11月20日 - 2004年9月27日   |
|                                        | 改造内閣                         | 岩崎忠夫                         | 中野正志                         | 伊達忠一                               | 2004年9月30日 - 2005年9月21日    |
| 第3次小泉内閣                          | 第3次小泉内閣                    | 石田真敏                         | 中野正志                         | 伊達忠一                               | 2005年9月22日 - 2005年10月31日   |
|                                        | 改造内閣                         | 石田真敏                         | 後藤茂之                         | 吉田博美                               | 2005年11月2日 - 2006年9月26日    |
| 第1次安倍内閣                          | 第1次安倍内閣                    | 梶山弘志                         | 吉田六左ェ門                     | 藤野公孝                               | 2006年9月27日 - 2007年8月27日    |
|                                        | 改造内閣                         | 金子善次郎                       | 谷公一                           | 山本順三                               | 2007年8月29日 - 2007年9月3日     |
| 福田康夫内閣                           | 福田康夫内閣                     | 金子善次郎                       | 谷公一                           | 山本順三                               | 2007年9月27日 - 2008年8月2日     |
|                                        | 改造内閣                         | 谷口和史                         | 西銘恒三郎                       | 岡田直樹                               | 2008年8月6日 - 2008年9月24日     |
| 麻生内閣                               | 麻生内閣                         | 谷口和史                         | 西銘恒三郎                       | 岡田直樹                               | 2008年9月29日 - 2009年9月16日    |
| 鳩山由紀夫内閣                         | 鳩山由紀夫内閣                   | 長安豊                           | 藤本祐司                         | 三日月大造                             | 2009年9月18日 - 2010年6月8日     |
| 菅直人内閣                             | 菅直人内閣                       | 長安豊                           | 藤本祐司                         | 津川祥吾                               | 2010年6月9日 - 2010年9月17日     |
|                                        | 第1次改造内閣                    | 市村浩一郎                       | 小泉俊明                         | 津川祥吾                               | 2010年9月21日 - 2011年1月14日    |
|                                        | 第2次改造内閣                    | 市村浩一郎                       | 小泉俊明                         | 津川祥吾                               | 2011年6月27日 - 2011年9月2日     |
| 野田内閣                               | 野田内閣                         | 室井邦彦                         | 津島恭一                         | 津川祥吾                               | 2011年9月5日 - 2012年1月13日     |
|                                        | 第1次改造内閣                    | 室井邦彦                         | 津島恭一                         | 津川祥吾（復興大臣政務官兼務）         | 2012年1月13日 - 2012年6月4日     |
|                                        | 第2次改造内閣                    | 室井邦彦                         | 津島恭一                         | 津川祥吾（復興大臣政務官兼務）         | 2012年6月4日 - 2012年10月1日     |
|                                        | 第3次改造内閣                    | 川村秀三郎                       | 若井康彦                         | 橋本清仁（復興大臣政務官兼務）         | 2012年10月1日 - 2012年12月26日   |
| 第2次安倍内閣                          | 第2次安倍内閣                    | 赤澤亮正                         | 松下新平                         | 德田毅（復興大臣政務官兼務）           | 2012年12月26日 - 2013年2月6日    |
| 第2次安倍内閣                          | 第2次安倍内閣                    | 赤澤亮正                         | 松下新平                         | 坂井学（復興大臣政務官兼務）           | 2013年2月6日 - 2013年9月30日     |
| 第2次安倍内閣                          | 第2次安倍内閣                    | 土井亨                           | 中原八一                         | 坂井学（復興大臣政務官兼務）           | 2013年9月30日 - 2014年9月3日     |
|                                        | 改造内閣                         | 上野賢一郎                       | 大塚高司                         | 青木一彦                               | 2014年9月4日 - 2014年12月24日    |
| 第3次安倍内閣                          | 第3次安倍内閣                    | 上野賢一郎                       | 鈴木馨祐                         | 青木一彦                               | 2014年12月25日 -2015年10月9日    |
|                                        | 第1次改造内閣                    | 宮内秀樹                         | 江島潔                           | 津島淳（内閣府大臣政務官兼務）         | 2015年10月9日 - 2016年8月5日     |
|                                        | 第2次改造内閣                    | 藤井比早之                       | 大野泰正                         | 根本幸典（内閣府大臣政務官兼務）       | 2016年8月5日 - 2017年8月7日      |
|                                        | 第3次改造内閣                    | 秋本真利                         | 高橋克法                         | 簗和生（内閣府大臣政務官兼務）         | 2017年8月7日 - 2017年11月2日     |
| 第4次安倍内閣                          | 第4次安倍内閣                    | 秋本真利                         | 高橋克法                         | 簗和生（内閣府大臣政務官兼務）         | 2017年11月2日 -2018年10月4日     |
|                                        | 第1次改造内閣                    | 工藤彰三                         | 田中英之                         | 阿達雅志（内閣府大臣政務官兼務）       | 2018年10月4日 - 2019年9月13日    |
|                                        | 第2次改造内閣                    | 門博文                           | 佐々木紀                         | 和田政宗（内閣府大臣政務官兼務）       | 2019年9月13日 -2020年9月18日     |
| 菅義偉内閣                             | 菅義偉内閣                       | 小林茂樹                         | 朝日健太郎                       | 鳩山二郎（内閣府大臣政務官兼務）       | 2020年9月18日-2021年10月6日      |
| 第1次岸田内閣                          | 第1次岸田内閣                    | 加藤鮎子                         | 木村次郎                         | 泉田裕彦（復興、内閣府大臣政務官兼任） | 2021年10月6日-2021年11月11日     |
| 第2次岸田内閣                          | 第2次岸田内閣                    | 加藤鮎子                         | 木村次郎                         | 泉田裕彦（復興、内閣府大臣政務官兼任） | 2021年11月11日-2022年8月12日     |
|                                        | 第1次改造内閣                    | 古川康                           | 清水真人                         | 西田昭二（復興、内閣府大臣政務官兼任） | 2022年8月12日-2023年9月15日      |
|                                        | 第2次改造内閣                    | 石橋林太郎                       | 小鑓隆史                         | 加藤竜祥（復興、内閣府大臣政務官兼任） | 2023年9月15日-2024年1月31日      |
| 尾﨑正直（復興、内閣府大臣政務官兼任） | 第2次改造内閣                    | 石橋林太郎                       | 小鑓隆史                         | 2024年1月31日-2024年10月3日            |                                  |
| 尾﨑正直（復興、内閣府大臣政務官兼任） | 第1次石破内閣                    | 第1次石破内閣                    | 小鑓隆史                         | 2024年10月3日-2024年11月13日           |                                  |
| 第2次石破内閣                          | 第2次石破内閣                    | 高見康裕                         | 吉井章                           | 国定勇人（復興、内閣府大臣政務官兼任） | 2024年11月13日-現職              |

- 太字は、のちに内閣総理大臣となった人物。